# 鳥居清満

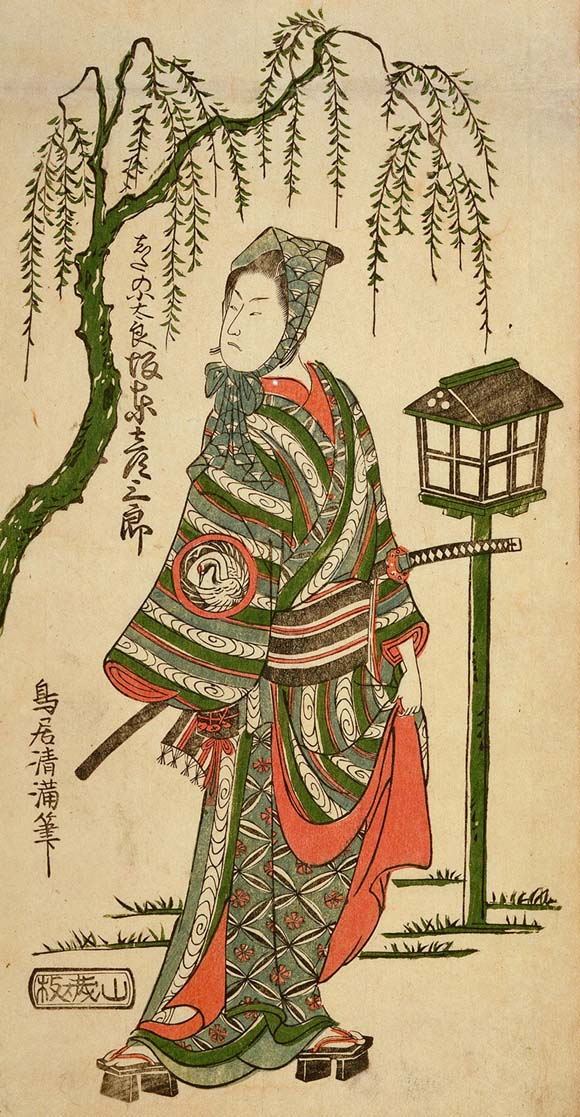
二代目坂東彦三郎のしだの小太郎。宝暦9年（1759年）秋市村座の『敵討最上稲荷』より。初代清満画。

初代 鳥居清満（しょだい とりい きよみつ、 享保20年〈1735年〉 - 天明5年4月3日〈1785年5月11日〉）は、江戸時代中期の浮世絵師。鳥居派三代目当主。

## 来歴
二代目鳥居清倍の門人で、次男といわれる。俗称は米三、亀治または亀次郎。作画期は延享から明和のころにかけてで役者絵、美人画を、また青本、黄表紙など草双紙の挿絵、番付絵、芝居看板絵、肉筆画、あぶな絵を描く。鳥居派の伝統的な画法を遵守した。紅摺絵に秀作があるが、四色以上の色を用いた多色の一枚絵も残している。享年51。法名は広善院要道日達信士。
鳥居家歴代中で鳥居清広、鳥居清長、鳥居清経、鳥居清秀、鳥居清久、鳥居清近など最も多くの門人も育てており、鳥居家の隆盛を作った。「清満」の名は三代続いた。

## 作品

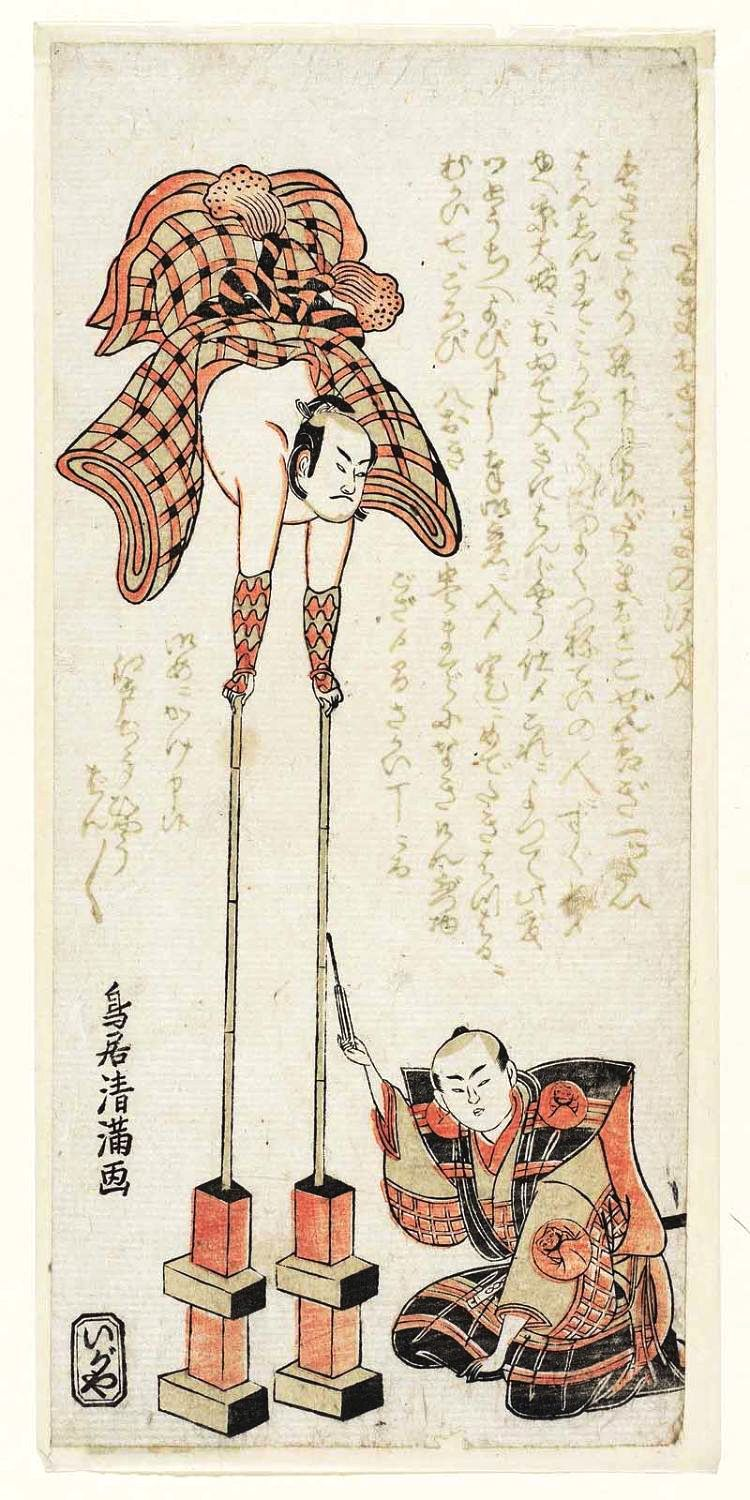
「軽業師だるま男」 初代清満画。

- 『振袖蝉丸 対面之琵琶』 青本 ※延享4年（1747年）刊行
- 「枕相撲」　大判紅摺絵　江戸東京博物館所蔵　※ベルリン国立アジア美術館にも所蔵。江戸東京博物館所蔵品には丸屋小兵衛の版元印あり。ベルリン国立アジア美術館品には版元印なし
- 「初代中村富十郎の白砂」 大細判紅摺絵 キヨッソーネ東洋美術館所蔵
- 「榊山三五郎の芦屋の月若丸友春」 大細判紅摺絵 キヨッソーネ東洋美術館所蔵
- 「悪七兵衛景清」 細判紅摺絵 平木浮世絵財団所蔵 ※宝暦後期
- 「千歳と三番叟」 大判紅摺絵 ドレスデン国立版画館所蔵 ※宝暦後期
- 「おまち・瀬川菊之丞」 細判紅摺絵 大英博物館所蔵 ※延享2年、江見屋吉右衛門版
- 「せいらいの清兵衛・松本幸四郎」 細判紅摺絵 ボストン美術館所蔵 ※宝暦3年、江見屋吉右衛門版
- 「那須右衛門・松本幸四郎」 細判紅摺絵 ボストン美術館所蔵 ※宝暦4年、鱗形屋孫兵衛版
- 「助六・市村亀蔵」 細判紅摺絵 大英博物館所蔵 ※宝暦5年、奥村屋版
- 「不破の伴左衛門・市村亀蔵」 細判紅摺絵 東京国立博物館所蔵 ※宝暦7年、丸屋小兵衛版
- 「山下金作 大谷広次」 細判紅摺絵 東京国立博物館所蔵 ※宝暦7年、丸屋小兵衛版

## 初代以降の清満

### 二代目
天明7年（1787年） - 明治元年11月21日（1869年1月3日）
初代鳥居清満の孫。江戸の人。鳥居清長の門弟。通称は庄之助、亀次。別号に青竜軒。初名は初代鳥居清峰。初代没後文化12年には二代目を相続。草双紙の挿絵、美人画を多く残す。清満時代は歌舞伎の看板絵、番付絵が多く現存する。鳥居派五代目当主。

### 三代目
天保3年12月14日（1833年2月3日） - 明治25年（1892年）8月19日
二代目の長男。江戸の人。通称は亀治、栄蔵。初名を鳥居清芳。父に習い、明治元年に三代目を相続し鳥居家六代目家元となる。歌舞伎の看板絵、番付絵を描いた。